# Эстрогены
Эстроге́ны (нем. Östrogene) — общее собирательное название подкласса стероидных женских половых гормонов, производимых в основном фолликулярным аппаратом яичников у женщин. Также производятся яичками у мужчин, корой надпочечников и другими внегонадными тканями (включая кости, мозг, жировую ткань, кожу и волосяные фолликулы) у обоих полов.

## Этимология
Слово «эстроген» заимствовано из немецкого языка (Östrogen) и образовано в 1920-е годы от медицинского термина конца XVII века эструс (лат. oestrus от др.-греч. οἶστρος — «мучительная страсть, ярость»), означающего период половой активности у самок млекопитающих, известного как «течка», и суффикса -gen от др.-греч. -γενής — «рождённый».

## Классификация эстрогенов
- 2-Гидроксиэстрон ← Эстрон → 16α-Гидроксиэстрон → 15α,16α-Гидроксиэстрон
- 2-Гидроксиэстрадиол ← Эстрадиол → Эстриол → Эстетрол

Эстрадиол, эстриол и эстрон сокращённо обозначают по количеству гидроксильных групп как E2, E3 и E1.

## Краткие сведения
У человека выделяют три типа эстрогенов: эстрадиол, эстриол и эстрон. Они образуются в организме путём сложной ферментативной реакции из андрогенов: эстрадиол образуется из тестостерона, а эстрон из андростендиона под воздействием фермента ароматазы.
Эстрон по эффективности имеет более слабый эффект, чем эстрадиол и после менопаузы его уровень преобладает над эстрадиолом.
Название «эстрогены» происходит от способности этих гормонов вызывать у самок млекопитающих пролиферацию, ороговение и частичное слущивание эпителия влагалища и выделение слущивающимся эпителием влагалища специфических запаховых веществ (феромонов), привлекающих самцов, то есть течку (эструс). У женщин в физиологических концентрациях эстрогены усиливают секрецию влагалищной слизи, рост и дифференцировку клеток влагалищного эпителия, однако не вызывают столь характерного для самок млекопитающих феномена ороговения и слущивания эпителия влагалища. Вместе с тем при повышенных концентрациях эстрогенов и у женщин может наблюдаться (обычно не видимое макроскопически, а лишь в мазках из влагалища под микроскопом) частичное ороговение и тенденция к слущиванию влагалищного эпителия.
В клетках органов-мишеней эстрогены образуют комплекс со специфическими рецепторами (обнаружены в различных органах — в матке, влагалище, мочеиспускательном канале, молочной железе, печени, гипоталамусе, гипофизе). Комплекс рецептор-агонист взаимодействует с эстроген-эффекторными элементами генома и специфическими внутриклеточными белками, индуцирующими синтез мРНК, белков и высвобождение цитокинов и факторов роста.
Эстрогены воздействуют на нервную систему, в итоге провоцируя самок млекопитающих к спариванию. Например, у мышей под воздействием гормона повышается возбуждаемость Nts+-нейронов медиальной преоптической области головного мозга, которые изменяют активность нейронов вентральной тегментальной области. Это влияет на половое поведение мышей — когда самка чувствует запах самца, у неё происходит выброс дофамина по механизму описанной цепочки нейронных связей.
Эстрогены оказывают сильное феминизирующее влияние на организм. Они стимулируют развитие матки, маточных труб, влагалища, стромы и протоков молочных желез, пигментацию в области сосков и половых органов, формирование вторичных половых признаков по женскому типу, рост и закрытие эпифизов длинных трубчатых костей. Способствуют своевременному отторжению эндометрия и регулярным кровотечениям, в больших концентрациях вызывают гиперплазию и кистозно-железистое перерождение эндометрия, подавляют лактацию, угнетают резорбцию костной ткани, стимулируют синтез ряда транспортных белков (тироксинсвязывающий глобулин, транскортин, трансферрин, протеин, связывающий половые гормоны), фибриногена. Оказывают прокоагулянтное действие, индуцируют синтез в печени витамин К-зависимых факторов свертывания крови (II, VII, IX, X), снижают концентрацию антитромбина III.
Эстрогены повышают концентрации в крови тироксина, железа, меди. Оказывают антиатеросклеротическое действие, увеличивают содержание ЛПВП, уменьшает ЛПНП и холестерина (уровень триглицеридов возрастает).
Эстрогены модулируют чувствительность рецепторов к прогестинам и симпатическую регуляцию тонуса гладкой мускулатуры, стимулируют переход внутрисосудистой жидкости в ткани и вызывают компенсаторную задержку натрия и воды. В больших дозах препятствуют деградации эндогенных катехоламинов, конкурируя за активные рецепторы КОМТ.
После менопаузы в организме женщин образуется только незначительное количество эстрогенов (при угасании функции яичников эстрогены образуются в периферических тканях из дегидроэпиандростерона, синтезируемого надпочечниками). Снижение содержания эстрогенов сопровождается у многих женщин сосудодвигательной и терморегулирующей нестабильностью («приливы» крови к коже лица), расстройствами сна, а также прогрессирующей атрофией органов мочеполовой системы.
Вследствие дефицита эстрогенов в постменопаузном периоде у 30—40 % женщин развивается остеопороз.